# Lijst van rijksmonumenten aan de Singel (Amsterdam, Zuid)
Een overzicht van de 278 rijksmonumenten aan de Singel in Amsterdam.
Het overzicht is opgesplitst in twee delen. Dit is het zuidelijke gedeelte vanaf de Raadhuisstraat tot de Munt. Dit zijn de nummers 231 t/m (boven 439 nog aanpassen) aan de oneven zijde en 242 t/m (boven 434 nog aanpassen) aan de even zijde. Zie ook het noordelijk gedeelte vanaf de Prins Hendrikkade tot de Raadhuisstraat. Dat zijn de nummers 1 t/m 229 aan de oneven zijde en 2 t/m 240 aan de even zijde.
| Object | Oorspronkelijke functie? | Bouwjaar                                             | Architect                      | Locatie                     | Coördinaten?                  | Nr.?   | Afbeelding                                                                |
| --- | ------------------------ | ---------------------------------------------------- | ------------------------------ | --------------------------- | ----------------------------- | ------ | ------------------------------------------------------------------------- |
| Pand met klokgevel | Gebouw                   | derde kwart 18e eeuw                                 |                                | Singel 233                  | 52° 22' 21" NB, 4° 53' 20" OL | 5196   | Pand met klokgevel                                                        |
| Pand met gevel onder rechte lijst met 'triglyfen' en dakvoorschot | Gebouw                   | 18e/19e eeuw                                         |                                | Singel 235                  | 52° 22' 21" NB, 4° 53' 20" OL | 5197   | Pand met gevel onder rechte lijst met 'triglyfen' en dakvoorschot         |
| Pand met halsgevel met gebeeldhouwde afdekking | Gebouw                   | tweede kwart 18e eeuw                                |                                | Singel 259                  | 52° 22' 18" NB, 4° 53' 20" OL | 5198   | Meer afbeeldingen                                                         |
| Pand met gevel onder rechte lijst | Woonhuis                 | eerste kwart 19e eeuw                                |                                | Singel 261A                 | 52° 22' 18" NB, 4° 53' 20" OL | 5199   | Meer afbeeldingen                                                         |
| Pand met halsgevel met wapenschilden in de afdekking | Woonhuis                 | eerste kwart 18e eeuw                                |                                | Singel 263A                 | 52° 22' 18" NB, 4° 53' 20" OL | 5200   | Meer afbeeldingen                                                         |
| Dubbel huis onder dwars dak met gepleisterde gevel, versierd met kleine blokjes, onder triglyfenlijst                                                                     | Gebouw                   | 17e/18e/19e eeuw                                     |                                | Singel 265A                 | 52° 22' 18" NB, 4° 53' 20" OL | 5201   | Meer afbeeldingen                                                         |
| Pand met gevel waarvan de klokvormige topgevel in recente tijd is vervangen door een verdieping onder triglyfenlijst                                                      | Gebouw                   | derde kwart 18e eeuw                                 |                                | Singel 267                  | 52° 22' 17" NB, 4° 53' 20" OL | 5202   | Meer afbeeldingen                                                         |
| Pand met pilaster-halsgevel | Gebouw                   | midden 17e eeuw                                      |                                | Singel 269                  | 52° 22' 17" NB, 4° 53' 19" OL | 5203   | Meer afbeeldingen                                                         |
| Pand met gevel onder rechte lijst | Gebouw                   | eerste helft 19e eeuw                                |                                | Singel 271                  | 52° 22' 17" NB, 4° 53' 19" OL | 5204   | Meer afbeeldingen                                                         |
| Pand met gevel onder rechte lijst | Gebouw                   | eerste helft 19e eeuw                                |                                | Singel 273                  | 52° 22' 17" NB, 4° 53' 19" OL | 5205   | Meer afbeeldingen                                                         |
| Pand met gevel onder rechte lijst met consoles, met gesneden deuromlijsting en zes louis flesbalusters                                                                    | Woonhuis                 | tweede kwart 18e eeuw                                |                                | Singel 283                  | 52° 22' 16" NB, 4° 53' 19" OL | 5206   | Meer afbeeldingen                                                         |
| Pand met klokgevel met versierde stoep | Woonhuis                 | derde kwart 18e eeuw                                 |                                | Singel 285                  | 52° 22' 16" NB, 4° 53' 19" OL | 5207   | Pand met klokgevel met versierde stoep                                    |
| Pand met gevel onder rechte lijst | Gebouw                   | 1632 (gevelsteen)                                    |                                | Singel 287A                 | 52° 22' 16" NB, 4° 53' 19" OL | 5208   | Pand met gevel onder rechte lijst                                         |
| Pand met gevel onder rechte lijst met triglyfen en consoles met gesneden deuromlijsting                                                                                   | Gebouw                   | 18e eeuw (pand) uitgebrand (1963)                    |                                | Singel 295                  | 52° 22' 15" NB, 4° 53' 19" OL | 5209   | Meer afbeeldingen                                                         |
| Pand met gevel onder gesneden verhoogde lijst en met gesneden deuromlijsting                                                                                              | Gebouw                   | eerste kwart 18e eeuw                                |                                | Singel 299                  | 52° 22' 15" NB, 4° 53' 19" OL | 5210   | Meer afbeeldingen                                                         |
| Huis, bij de recente restauratie met een verdieping verhoogd | Gebouw                   | laatste helft 17e eeuw                               |                                | Singel 305                  | 52° 22' 14" NB, 4° 53' 19" OL | 5212   | Meer afbeeldingen                                                         |
| Pand met halsgevel met wapenschilden in de vleugelstukken | Gebouw                   | 17e/19e eeuw                                         |                                | Singel 307                  | 52° 22' 14" NB, 4° 53' 19" OL | 5213   | Meer afbeeldingen                                                         |
| Pand met gevel onder rechte lijst | Gebouw                   | eerste helft 19e eeuw                                |                                | Singel 309                  | 52° 22' 14" NB, 4° 53' 19" OL | 5214   | Meer afbeeldingen                                                         |
| Pand met gevel onder rechte lijst | Gebouw                   | laatste helft 19e eeuw                               |                                | Singel 301                  | 52° 22' 14" NB, 4° 53' 19" OL | 5211   | Meer afbeeldingen                                                         |
| Pand met gevel onder rechte lijst | Gebouw                   | eerste helft 19e eeuw                                |                                | Singel 311A                 | 52° 22' 13" NB, 4° 53' 19" OL | 5215   | Meer afbeeldingen                                                         |
| Pand met gevel onder rechte lijst | Gebouw                   | eerste helft 19e eeuw                                |                                | Singel 313                  | 52° 22' 13" NB, 4° 53' 19" OL | 5216   | Meer afbeeldingen                                                         |
| Pand met gevel onder rechte lijst met dakkapel | Gebouw                   | 18e eeuw                                             |                                | Singel 315                  | 52° 22' 13" NB, 4° 53' 19" OL | 5217   | Meer afbeeldingen                                                         |
| Pand met gevel onder verhoogde lijst met consoles | Gebouw                   | eerste helft 18e eeuw                                |                                | Singel 317                  | 52° 22' 13" NB, 4° 53' 19" OL | 5218   | Meer afbeeldingen                                                         |
| Hoekhuis met gevel uit de bouwtijd onder rechte lijst | Gebouw                   | 18e/19e eeuw                                         |                                | Singel 319                  | 52° 22' 13" NB, 4° 53' 19" OL | 5219   | Meer afbeeldingen                                                         |
| Hoekhuis waarvan de voorgevel een latere punttop draagt | Gebouw                   | 18e eeuw                                             |                                | Singel 321                  | 52° 22' 12" NB, 4° 53' 19" OL | 5220   | Meer afbeeldingen                                                         |
| Hoekhuis onderdeel van een groot pand met nrs 351 en 353 | Werk-woonhuis            | 17e/19e eeuw                                         |                                | Singel 349                  | 52° 22' 10" NB, 4° 53' 18" OL | 5221   | Meer afbeeldingen                                                         |
| Onderdeel van groot pand: Singel 349-353 | Gebouw                   | 17e/19e eeuw                                         |                                | Singel 351                  | 52° 22' 10" NB, 4° 53' 18" OL | 5222   | Meer afbeeldingen                                                         |
| Onderdeel van groot pand: Singel 349-353 | Gebouw                   | 17e/19e eeuw                                         |                                | Singel 353                  | 52° 22' 10" NB, 4° 53' 18" OL | 5223   | Meer afbeeldingen                                                         |
| Pand met gevel onder gesneden rechte lijst, met gesneden pui en deuren | Gebouw                   | eerste kwart 19e eeuw (deuren)                       |                                | Singel 355                  | 52° 22' 10" NB, 4° 53' 18" OL | 5224   | Meer afbeeldingen                                                         |
| Pand met gevel onder rechte lijst | Werk-woonhuis            | 18e/19e eeuw                                         |                                | Singel 357                  | 52° 22' 10" NB, 4° 53' 18" OL | 5225   | Meer afbeeldingen                                                         |
| Pand met gevel onder rollagentop | Gebouw                   | 18e/19e eeuw                                         |                                | Singel 359                  | 52° 22' 10" NB, 4° 53' 18" OL | 5226   | Meer afbeeldingen                                                         |
| Pand met gevel met gevelsteen | Woonhuis                 | 18e/19e eeuw                                         |                                | Singel 367                  | 52° 22' 9" NB, 4° 53' 18" OL  | 5227   | Meer afbeeldingen                                                         |
| Pand met gevel onder rollagentop | Gebouw                   | 18e/19e eeuw                                         |                                | Singel 369                  | 52° 22' 9" NB, 4° 53' 18" OL  | 5228   | Meer afbeeldingen                                                         |
| Pand met gevel onder rechte lijst met dakkapel | Gebouw                   | 18e/19e eeuw                                         |                                | Singel 371                  | 52° 22' 9" NB, 4° 53' 18" OL  | 5229   | Meer afbeeldingen                                                         |
| Pand met halsgevel met vazen | Woonhuis                 | 1730                                                 |                                | Singel 377                  | 52° 22' 8" NB, 4° 53' 18" OL  | 5230   | Meer afbeeldingen                                                         |
| Pand met halsgevel met vazen | Gebouw                   | 1730                                                 |                                | Singel 379                  | 52° 22' 8" NB, 4° 53' 18" OL  | 5231   | Meer afbeeldingen                                                         |
| Pand met gevel onder rechte lijst | Gebouw                   | 18e/19e eeuw                                         |                                | Singel 381                  | 52° 22' 8" NB, 4° 53' 18" OL  | 5232   | Meer afbeeldingen                                                         |
| Huisje met gepleisterde gevel onder rollagentop | Gebouw                   | 19e eeuw                                             |                                | Singel 389                  | 52° 22' 7" NB, 4° 53' 18" OL  | 5233   | Meer afbeeldingen                                                         |
| Huisje met gepleisterde gevel onder rollagentop | Gebouw                   | 17e/19e eeuw                                         |                                | Singel 391                  | 52° 22' 7" NB, 4° 53' 18" OL  | 5234   | Meer afbeeldingen                                                         |
| Pand met halsgevel | Gebouw                   | ca. 1750 (bouw) derde kwart 19e eeuw (verb.)         |                                | Singel 393                  | 52° 22' 7" NB, 4° 53' 18" OL  | 5235   | Meer afbeeldingen                                                         |
| Pand met gevel onder rechte lijst | Gebouw                   | eerste helft 19e eeuw                                |                                | Singel 395H                 | 52° 22' 7" NB, 4° 53' 18" OL  | 5236   | Meer afbeeldingen                                                         |
| Pand met gevel snijraam | Gebouw                   | ca. 1750                                             |                                | Singel 397                  | 52° 22' 7" NB, 4° 53' 19" OL  | 5237   | Meer afbeeldingen                                                         |
| Pand met gevel onder triglyfenlijst met gesneden metopen | Gebouw                   | ca. 1800                                             |                                | Singel 399                  | 52° 22' 7" NB, 4° 53' 19" OL  | 5238   | Pand met gevel onder triglyfenlijst met gesneden metopen                  |
| Pand met gevel onder rechte lijst | Gebouw                   | 18e/19e eeuw                                         |                                | Singel 401                  | 52° 22' 7" NB, 4° 53' 19" OL  | 5239   | Pand met gevel onder rechte lijst                                         |
| Pand met gevel onder rechte lijst met attiek | Gebouw                   | 17e/19e eeuw                                         |                                | Singel 403                  | 52° 22' 7" NB, 4° 53' 19" OL  | 5240   | Pand met gevel onder rechte lijst met attiek                              |
| Pand met gevel onder rechte lijst | Gebouw                   | 18e/19e eeuw                                         |                                | Singel 413                  | 52° 22' 5" NB, 4° 53' 21" OL  | 5242   | Meer afbeeldingen                                                         |
| Pand met gevel | Gebouw                   | 18e/19e eeuw                                         |                                | Singel 415                  | 52° 22' 5" NB, 4° 53' 21" OL  | 5243   | Meer afbeeldingen                                                         |
| Pand met gevel onder rechte lijst | Gebouw                   | eerste helft 19e eeuw                                |                                | Singel 417                  | 52° 22' 5" NB, 4° 53' 21" OL  | 5244   | Meer afbeeldingen                                                         |
| Pand met halsgevel met geblokte pui | Gebouw                   | eerste helft 18e eeuw                                |                                | Singel 419                  | 52° 22' 5" NB, 4° 53' 21" OL  | 5245   | Meer afbeeldingen                                                         |
| Oude lutherse kerk | Kerk en kerkonderdeel    | 1632-1633                                            |                                | Singel 411                  | 52° 22' 6" NB, 4° 53' 22" OL  | 5241   | Meer afbeeldingen                                                         |
| Voormalige St. Sebastiaans- of Handboogdoelen met voorgevel | Gebouw                   | 1512 en later                                        |                                | Singel 421                  | 52° 22' 5" NB, 4° 53' 22" OL  | 5246   | Meer afbeeldingen                                                         |
| Militiegebouw (voormalige bushuis) | Gebouw                   | 1606                                                 |                                | Singel 423                  | 52° 22' 4" NB, 4° 53' 22" OL  | 5247   | Meer afbeeldingen                                                         |
| Complex van drie huizen, verenigd in een pand onder schilddak, met grotendeels houten puien                                                                               | Gebouw                   | tweede helft 17e eeuw                                |                                | Singel 439                  | 52° 22' 2" NB, 4° 53' 25" OL  | 5248   | Upload foto                                                               |
| Handelsbank | Handel en kantoor        | 1910-1912                                            | J.P.F. van Rossem en W.J. Vuyk | Singel 250                  | 52° 22' 23" NB, 4° 53' 18" OL | 518368 | Meer afbeeldingen                                                         |
| Pand met zandstenen gevel onder rechte lijst waarop een door een adelaar bekroonde hals met horens van overvloed in de vleugelstukken                                     | Gebouw                   | 17e/19e eeuw                                         |                                | Singel 258                  | 52° 22' 22" NB, 4° 53' 18" OL | 5326   | Meer afbeeldingen                                                         |
| Pand met halsgevel | Gebouw                   | 17e/19e eeuw                                         |                                | Singel 260                  | 52° 22' 22" NB, 4° 53' 17" OL | 5327   | Meer afbeeldingen                                                         |
| Pand met halsgevel met gebeeldhouwde stoep | Gebouw                   | ca. 1750 en later                                    |                                | Singel 262                  | 52° 22' 22" NB, 4° 53' 17" OL | 5328   | Meer afbeeldingen                                                         |
| Pand met gevel onder rechte lijst met triglyfen | Gebouw                   | eerste helft 18e eeuw                                |                                | Singel 264                  | 52° 22' 21" NB, 4° 53' 17" OL | 5329   | Meer afbeeldingen                                                         |
| Pand met halsgevel | Woonhuis                 | 17e/18e eeuw                                         |                                | Singel 266                  | 52° 22' 21" NB, 4° 53' 17" OL | 5330   | Pand met halsgevel                                                        |
| Pand met gevel onder rechte lijst met triglyfen | Gebouw                   | ca. 1800                                             |                                | Singel 268A                 | 52° 22' 21" NB, 4° 53' 17" OL | 5331   | Pand met gevel onder rechte lijst met triglyfen                           |
| Pand met gevel onder gesneden rechte lijst, met gebeeldhouwde cordonlijst                                                                                                 | Gebouw                   | ca. 1800                                             |                                | Singel 270                  | 52° 22' 21" NB, 4° 53' 17" OL | 5332   | Pand met gevel onder gesneden rechte lijst, met gebeeldhouwde cordonlijst |
| Pand met gevel onder de oorspronkelijke lijst met triglyfen | Gebouw                   | ca. 1800                                             |                                | Singel 272                  | 52° 22' 21" NB, 4° 53' 17" OL | 5333   | Meer afbeeldingen                                                         |
| Pand met gevel onder rechte lijst | Gebouw                   | 18e eeuw                                             |                                | Singel 274                  | 52° 22' 20" NB, 4° 53' 17" OL | 5334   | Meer afbeeldingen                                                         |
| Pand met gevel onder rechte lijst met consoles | Gebouw                   | 18e eeuw                                             |                                | Singel 276                  | 52° 22' 20" NB, 4° 53' 17" OL | 5335   | Pand met gevel onder rechte lijst met consoles                            |
| Hoekhuis met voorgevel onder rechte lijst en overgebouwde zijgevel | Gebouw                   | 17e/19e eeuw                                         |                                | Singel 278                  | 52° 22' 20" NB, 4° 53' 17" OL | 5336   | Hoekhuis met voorgevel onder rechte lijst en overgebouwde zijgevel        |
| Pand met gevel onder rechte lijst | Gebouw                   | 18e/19e eeuw                                         |                                | Singel 280                  | 52° 22' 20" NB, 4° 53' 17" OL | 5337   | Pand met gevel onder rechte lijst                                         |
| Onderdeel van een drie huizen omvattend pand met lisenengevel onder rechte lijst en vensterfrontons                                                                       | Gebouw                   | 1639                                                 | Philips Vingboons              | Singel 282                  | 52° 22' 20" NB, 4° 53' 17" OL | 5338   | Meer afbeeldingen                                                         |
| Onderdeel van een drie huizen omvattend pand met lisenengevel onder rechte lijst en vensterfrontons                                                                       | Gebouw                   | 1639                                                 | Philips Vingboons              | Singel 284                  | 52° 22' 19" NB, 4° 53' 17" OL | 5339   | Meer afbeeldingen                                                         |
| Onderdeel van een drie huizen omvattend pand met lisenengevel onder rechte lijst en vensterfrontons                                                                       | Gebouw                   | 1639                                                 | Philips Vingboons              | Singel 286                  | 52° 22' 19" NB, 4° 53' 17" OL | 5340   | Meer afbeeldingen                                                         |
| Pand met zandstenen gevel onder gebeeldhouwde verhoogde lijst | Gebouw                   | derde kwart 18e eeuw                                 |                                | Singel 288                  | 52° 22' 19" NB, 4° 53' 17" OL | 5341   | Meer afbeeldingen                                                         |
| Herbouwd pand met gevel waarop de oorspronkelijke hals | Gebouw                   | eerste 18e eeuw (bouw) tweede kwart 18e eeuw (verb.) |                                | Singel 290                  | 52° 22' 19" NB, 4° 53' 17" OL | 5342   | Meer afbeeldingen                                                         |
| Pand met gevel onder rechte lijst met consoles en gekuifde attiek, met twee schoorstenen op het dak, rijk gebeeldhouwde deuromlijsting en stoep, vijf louis flesbalusters | Gebouw                   | eerste helft 18e eeuw                                |                                | Singel 292                  | 52° 22' 19" NB, 4° 53' 10" OL | 5343   | Meer afbeeldingen                                                         |
| Pand met gevel onder rechte lijst met triglyfen | Gebouw                   | 18e/19e eeuw                                         |                                | Singel 296                  | 52° 22' 18" NB, 4° 53' 17" OL | 5344   | Pand met gevel onder rechte lijst met triglyfen                           |
| Pand met gevel onder gesneden rechte lijst met triglyfen en consoles | Gebouw                   | laatste kwart 18e eeuw                               |                                | Singel 298                  | 52° 22' 18" NB, 4° 53' 17" OL | 5345   | Pand met gevel onder gesneden rechte lijst met triglyfen en consoles      |
| Pakhuis met gevel onder rechte lijst met dakkapel en gesneden hijsbalkkop                                                                                                 | Gebouw                   | 18e/19e eeuw                                         |                                | Singel 300                  | 52° 22' 18" NB, 4° 53' 17" OL | 5346   | Meer afbeeldingen                                                         |
| Pand met gevel onder rechte lijst met triglyfen | Gebouw                   | 18e/19e eeuw                                         |                                | Singel 302                  | 52° 22' 18" NB, 4° 53' 17" OL | 5347   | Pand met gevel onder rechte lijst met triglyfen                           |
| Huis met gevel onder rechte lijst met triglyfen en consoles | Gebouw                   | 17e eeuw                                             |                                | Singel 304A                 | 52° 22' 17" NB, 4° 53' 17" OL | 5348   | Huis met gevel onder rechte lijst met triglyfen en consoles               |
| Pand met halsgevel met gevelsteen | Gebouw                   | 1733                                                 |                                | Singel 306A                 | 52° 22' 17" NB, 4° 53' 17" OL | 5349   | Pand met halsgevel met gevelsteen                                         |
| Pand met gevel onder rechte lijst bepleisterd | Gebouw                   | 19e eeuw                                             |                                | Singel 308                  | 52° 22' 17" NB, 4° 53' 17" OL | 5350   | Pand met gevel onder rechte lijst bepleisterd                             |
| Pand met gevel onder rechte lijst | Gebouw                   | mogelijk tweede kwart 18e eeuw                       |                                | Singel 310                  | 52° 22' 17" NB, 4° 53' 16" OL | 5351   | Pand met gevel onder rechte lijst                                         |
| Hoekhuis met halsgevel | Gebouw                   | eerste kwart 18e eeuw                                |                                | Singel 312                  | 52° 22' 17" NB, 4° 53' 16" OL | 5352   | Hoekhuis met halsgevel                                                    |
| Pand met halsgevel | Gebouw                   | eerste helft 18e eeuw                                |                                | Singel 316                  | 52° 22' 16" NB, 4° 53' 16" OL | 5353   | Meer afbeeldingen                                                         |
| Pand met gevel onder gebeeldhouwde zandstenen lijst met verhoging | Gebouw                   | ca. 1750                                             |                                | Singel 318                  | 52° 22' 16" NB, 4° 53' 16" OL | 5354   | Meer afbeeldingen                                                         |
| Pand met gevel onder gebeeldhouwde verhoogde lijst | Gebouw                   | ca. 1725                                             |                                | Singel 320                  | 52° 22' 16" NB, 4° 53' 16" OL | 5355   | Meer afbeeldingen                                                         |
| Pand met gevel onder gesneden verhoogde lijst | Woonhuis                 | ca. 1725                                             |                                | Singel 322                  | 52° 22' 15" NB, 4° 53' 16" OL | 5356   | Meer afbeeldingen                                                         |
| Pand met pilastergevel met vensterfrontons en gevelsteen onder latere punttop                                                                                             | Woonhuis                 | midden 17e eeuw                                      |                                | Singel 324A                 | 52° 22' 15" NB, 4° 53' 16" OL | 5357   | Meer afbeeldingen                                                         |
| Pand met halsgevel met Neptunus en Mercurius in de vleugelstukken | Gebouw                   | eerste kwart 18e eeuw                                |                                | Singel 326                  | 52° 22' 15" NB, 4° 53' 16" OL | 5358   | Meer afbeeldingen                                                         |
| Pand met gevel onder verhoogde lijst met consoles, met gebeeldhouwde stoep, Louis XV fles en s-vormige balusters en gesneden deuromlijsting                               | Gebouw                   | ca. 1750                                             |                                | Singel 328                  | 52° 22' 15" NB, 4° 53' 16" OL | 5359   | Meer afbeeldingen                                                         |
| Pand met lisenengevel onder rollagentop | Gebouw                   | 17e/18e/19e eeuw                                     |                                | Singel 330                  | 52° 22' 15" NB, 4° 53' 16" OL | 5360   | Meer afbeeldingen                                                         |
| Telecommunicatiegebouw | Overheidsgebouw          | 1916-1919                                            |                                | Singel 340                  | 52° 22' 14" NB, 4° 53' 16" OL | 518372 | Telecommunicatiegebouw                                                    |
| Huis met klokgevel | Gebouw                   | 17e/18e eeuw                                         |                                | Singel 344                  | 52° 22' 13" NB, 4° 53' 16" OL | 5361   | Meer afbeeldingen                                                         |
| Huis met gevel onder rechte lijst met dakkapel | Gebouw                   | 17e/18e eeuw                                         |                                | Singel 346                  | 52° 22' 13" NB, 4° 53' 13" OL | 5362   | Meer afbeeldingen                                                         |
| Hoekhuis met klokgevel | Gebouw                   | derde kwart 18e eeuw                                 |                                | Singel 348                  | 52° 22' 13" NB, 4° 53' 13" OL | 5363   | Meer afbeeldingen                                                         |
| Hoekhuis met voorgevel onder rechte lijst en overgebouwde zijgevel met pothuis                                                                                            | Gebouw                   | 17e/18e/19e eeuw                                     |                                | Singel 350                  | 52° 22' 13" NB, 4° 53' 16" OL | 5364   | Meer afbeeldingen                                                         |
| Pand met gevel onder rechte lijst met consoles | Woonhuis                 | 18e/19e eeuw                                         |                                | Singel 352                  | 52° 22' 13" NB, 4° 53' 16" OL | 5365   | Meer afbeeldingen                                                         |
| Pand met klokgevel met festoenen en jaartallint | Gebouw                   | 1679                                                 |                                | Singel 354                  | 52° 23' 42" NB, 4° 53' 16" OL | 5366   | Meer afbeeldingen                                                         |
| Pand met klokgevel | Gebouw                   | tweede kwart 18e eeuw                                |                                | Singel 356                  | 52° 22' 12" NB, 4° 53' 16" OL | 5367   | Meer afbeeldingen                                                         |
| Pand met gevel met puifries onder rechte lijst | Gebouw                   | eerste kwart 17e eeuw                                |                                | Singel 358                  | 52° 22' 12" NB, 4° 53' 16" OL | 5368   | Meer afbeeldingen                                                         |
| Pand met halsgevel | Gebouw                   | 1702                                                 |                                | Singel 364                  | 52° 22' 11" NB, 4° 53' 15" OL | 5369   | Meer afbeeldingen                                                         |
| Pand met gevel onder gesneden rechte lijst met triglyfen en consoles, met geblokte pui en omlopende puilijst                                                              | Gebouw                   | laatste kwart 18e eeuw                               |                                | Singel 366                  | 52° 22' 11" NB, 4° 53' 15" OL | 5370   | Meer afbeeldingen                                                         |
| Pand met gevel onder rechte lijst | Gebouw                   | 18e/19e eeuw                                         |                                | Singel 368                  | 52° 22' 11" NB, 4° 53' 15" OL | 5371   | Meer afbeeldingen                                                         |
| Pand met klokgevel onder siertrossen met gevelsteen | Gebouw                   | 17e/18e/19e eeuw                                     |                                | Singel 370                  | 52° 22' 11" NB, 4° 53' 15" OL | 5372   | Meer afbeeldingen                                                         |
| Pand met gevel onder rechte lijst met consoles en dakkapel | Gebouw                   | 18e/19e eeuw                                         |                                | Singel 372                  | 52° 22' 8" NB, 4° 53' 15" OL  | 5373   | Meer afbeeldingen                                                         |
| Pand met gevel onder geknikte lijst met consoles | Gebouw                   | derde kwart 19e eeuw                                 |                                | Singel 374                  | 52° 22' 10" NB, 4° 53' 15" OL | 5374   | Meer afbeeldingen                                                         |
| Pand met klokgevel | Woonhuis                 | 17e/19e eeuw                                         |                                | Singel 376                  | 52° 22' 10" NB, 4° 53' 15" OL | 5375   | Meer afbeeldingen                                                         |
| Pand met gevel onder rechte lijst met consoles | Gebouw                   | ca. 1800                                             |                                | Singel 378                  | 52° 22' 10" NB, 4° 53' 15" OL | 5376   | Meer afbeeldingen                                                         |
| Pand met gevel onder rechte lijst met dakkapel en deuromlijsting | Gebouw                   | eerste helft 19e eeuw                                |                                | Singel 382                  | 52° 22' 10" NB, 4° 53' 15" OL | 5377   | Meer afbeeldingen                                                         |
| Pand met halsgevel | Gebouw                   | eerste of tweede kwart 18e eeuw                      |                                | Singel 384                  | 52° 22' 10" NB, 4° 53' 15" OL | 5378   | Meer afbeeldingen                                                         |
| Pand met gevel onder gesneden verhoogde lijst | Gebouw                   | 18e/19e eeuw                                         |                                | Singel 386                  | 52° 22' 10" NB, 4° 53' 15" OL | 5379   | Meer afbeeldingen                                                         |
| Pand met halsgevel | Gebouw                   | eerste kwart 18e eeuw                                |                                | Singel 388                  | 52° 22' 9" NB, 4° 53' 15" OL  | 5380   | Meer afbeeldingen                                                         |
| Pand met gevel onder gebeeldhouwde verhoogde lijst waarop beelden van apollo en minerva en met gebeeldhouwde deuromlijsting                                               | Gebouw                   | eerste kwart 18e eeuw                                |                                | Singel 390                  | 52° 22' 9" NB, 4° 53' 15" OL  | 5381   | Meer afbeeldingen                                                         |
| Pand met gevel onder rechte lijst | Gebouw                   | eerste helft 19e eeuw                                |                                | Singel 396                  | 52° 22' 9" NB, 4° 53' 15" OL  | 5382   | Meer afbeeldingen                                                         |
| Pand met gevel onder rechte lijst | Gebouw                   | 18e/19e eeuw                                         |                                | Singel 398                  | 52° 22' 9" NB, 4° 53' 15" OL  | 5383   | Meer afbeeldingen                                                         |
| Pand met halsgevel | Werk-woonhuis            | tweede kwart 18e eeuw                                |                                | Singel 400                  | 52° 21' 58" NB, 4° 53' 15" OL | 5384   | Meer afbeeldingen                                                         |
| Pand met klokgevel | Woonhuis                 | 18e/19e eeuw                                         |                                | Singel 402                  | 52° 22' 8" NB, 4° 53' 15" OL  | 5385   | Meer afbeeldingen                                                         |
| Huis, vanwege de zandstenen afdekkingen van de klokvormige top | Gebouw                   | derde kwart 18e eeuw                                 |                                | Singel 406                  | 52° 22' 8" NB, 4° 53' 15" OL  | 5386   | Meer afbeeldingen                                                         |
| Pand met gevel onder gesneden verhoogde lijst | Gebouw                   | eerste of tweede kwart 18e eeuw                      |                                | Singel 408                  | 52° 22' 8" NB, 4° 53' 15" OL  | 5387   | Meer afbeeldingen                                                         |
| Hoekhuis met pilaster-halsgevel | Gebouw                   | 1647                                                 |                                | Singel 410                  | 52° 22' 8" NB, 4° 53' 15" OL  | 5388   | Meer afbeeldingen                                                         |
| Hoekhuis met pilaster-halsgevel | Gebouw                   | tweede kwart 17e eeuw                                |                                | Singel 412                  | 52° 22' 7" NB, 4° 53' 15" OL  | 5389   | Meer afbeeldingen                                                         |
| Pand met halsgevel | Gebouw                   | derde kwart 18e eeuw                                 |                                | Singel 414                  | 52° 22' 7" NB, 4° 53' 15" OL  | 5390   | Meer afbeeldingen                                                         |
| Huis waarboven de gevel is vernieuwd | Gebouw                   | 17e/18e/19e                                          |                                | Singel 416                  | 52° 22' 7" NB, 4° 53' 15" OL  | 5391   | Meer afbeeldingen                                                         |
| Hoekhuis met gevel onder rechte lijst en dakkapel | Gebouw                   | 18e/19e eeuw                                         |                                | Singel 420                  | 52° 22' 7" NB, 4° 53' 15" OL  | 5392   | Meer afbeeldingen                                                         |
| Pand met gevel onder rechte lijst met consoles | Gebouw                   | ca. 1800                                             |                                | Singel 430                  | 52° 22' 6" NB, 4° 53' 16" OL  | 5393   | Meer afbeeldingen                                                         |
| Hoekpand, pakhuis met halsgevel waarin drie oeils-de-boeuf | Gebouw                   | eerste kwart 18e eeuw                                |                                | Singel 430                  | 52° 22' 6" NB, 4° 53' 17" OL  | 5394   | Meer afbeeldingen                                                         |
| Hoekhuis met klokgevel | Gebouw                   | tweede helft 17e eeuw                                |                                | Singel 434                  | 52° 22' 5" NB, 4° 53' 17" OL  | 5395   | Hoekhuis met klokgevel                                                    |
| Pand met klokgevel onder siertrossen | Gebouw                   | tweede helft helft 17e eeuw                          |                                | Singel 436                  | 52° 22' 5" NB, 4° 53' 17" OL  | 5396   | Meer afbeeldingen                                                         |
| Pand met halsgevel met voluutvleugelstukken en afdekking | Woonhuis                 | 17e/18e eeuw                                         |                                | Singel 438                  | 52° 22' 5" NB, 4° 53' 17" OL  | 5397   | Meer afbeeldingen                                                         |
| Pand met klokgevel met versierde ingangstravee en gesneden deur | Gebouw                   | tweede kwart 18e eeuw                                |                                | Singel 440                  | 52° 22' 5" NB, 4° 53' 18" OL  | 5398   | Meer afbeeldingen                                                         |
| De Krijtberg | Kerk en kerkonderdeel    | 1881                                                 | Alfred Tepe                    | Singel 446                  | 52° 22' 5" NB, 4° 53' 18" OL  | 5399   | Meer afbeeldingen                                                         |
| Pastorie? pand met gevel met zandstenen sokkelverdieping en pilasters, onder rechte lijst                                                                                 | Gebouw                   | tweede helft 19e eeuw                                |                                | Singel 448                  | 52° 22' 4" NB, 4° 53' 18" OL  | 5400   | Meer afbeeldingen                                                         |
| Pand met trapgevel, versierd in de trant met grote boogblokken en met gebeeldhouwde puibalk                                                                               | Gebouw                   | 1642                                                 |                                | Singel 450                  | 52° 22' 4" NB, 4° 53' 19" OL  | 5401   | Meer afbeeldingen                                                         |
| Doopsgezinde kerk Singelkerk | Kerk en kerkonderdeel    | 17e eeuw (oorsprong)                                 |                                | Singel 452                  | 52° 22' 3" NB, 4° 53' 17" OL  | 5402   | Meer afbeeldingen                                                         |
| Pand met halsgevel | Gebouw                   | 18e eeuw                                             |                                | Singel 454                  | 52° 22' 4" NB, 4° 53' 19" OL  | 5404   | Meer afbeeldingen                                                         |
| Pand met trapgevel, rijk versierd met banden en blokjes | Gebouw                   | 1607                                                 |                                | Singel 456                  | 52° 22' 3" NB, 4° 53' 19" OL  | 5405   | Meer afbeeldingen                                                         |
| Pand met halsgevel met gevelsteen en drie oeils-de-boeuf Odeon | Woonhuis                 | 1662                                                 | Philips Vingboons              | Singel 460                  | 52° 22' 3" NB, 4° 53' 20" OL  | 5406   | Meer afbeeldingen                                                         |
| Pand met zandstenen gevel onder gebeeldhouwde rechte lijst met verhoging                                                                                                  | Gebouw                   | eerste helft 18e eeuw                                |                                | Singel 462                  | 52° 22' 3" NB, 4° 53' 20" OL  | 5407   | Meer afbeeldingen                                                         |
| Pand met zandstenen gevel onder gebeeldhouwde rechte lijst met verhoging                                                                                                  | Gebouw                   | eerste helft 18e eeuw                                |                                | Singel 464                  | 52° 22' 3" NB, 4° 53' 20" OL  | 5408   | Meer afbeeldingen                                                         |
| Pand met halsgevel | Gebouw                   | eerste kwart 18e eeuw                                |                                | Singel 466                  | 52° 22' 3" NB, 4° 53' 20" OL  | 5409   | Meer afbeeldingen                                                         |
| Nieuw Engeland | Winkel                   | 1899                                                 | A. Jacot Willem Oldewelt       | Singel 468 Koningsplein 2-6 | 52° 22' 2" NB, 4° 53' 21" OL  | 518360 | Meer afbeeldingen                                                         |
| Pand met halsgevel | Gebouw                   | 17e/18e eeuw                                         |                                | Singel 484                  | 52° 22' 1" NB, 4° 53' 23" OL  | 5410   | Meer afbeeldingen                                                         |
| Pand met halsgevel | Gebouw                   | 18e eeuw                                             |                                | Singel 486                  | 52° 22' 1" NB, 4° 53' 23" OL  | 5411   | Meer afbeeldingen                                                         |
| Pand met klokgevel met geblokte pui, twee stoepen en deuren | Gebouw                   | tweede kwart 18e eeuw (deuren)                       |                                | Singel 496                  | 52° 22' 1" NB, 4° 53' 25" OL  | 5412   | Meer afbeeldingen                                                         |
| Pand met gevel onder rechte lijst | Gebouw                   | eerste helft 19e eeuw                                |                                | Singel 498                  | 52° 22' 1" NB, 4° 53' 25" OL  | 5413   | Meer afbeeldingen                                                         |
| Pand met halsgevel | Gebouw                   | tweede kwart 18e eeuw                                |                                | Singel 500A                 | 52° 22' 1" NB, 4° 53' 25" OL  | 5414   | Meer afbeeldingen                                                         |
| Hoekhuis met gevel onder rechte lijst | Woonhuis                 | eerste helft 19e eeuw                                |                                | Singel 506                  | 52° 22' 0" NB, 4° 53' 26" OL  | 5415   | Meer afbeeldingen                                                         |
| Oorspronkelijk vaudeville-theater, later kantoorgebouw in in eclectische trant                                                                                            | Werk-woonhuis            | 1880                                                 | Isaäc Gosschalk                | Singel 512                  | 52° 22' 0" NB, 4° 53' 27" OL  | 518370 | Meer afbeeldingen                                                         |
| Pand met gevel onder verhoogde lijst met consoles | Woonhuis                 | tweede kwart 18e eeuw                                |                                | Singel 514                  | 52° 22' 0" NB, 4° 53' 28" OL  | 5416   | Meer afbeeldingen                                                         |
| Dubbel pakhuis met trapeziumgevel | Gebouw                   | derde kwart 17e eeuw                                 |                                | Singel 516-518              | 52° 22' 0" NB, 4° 53' 28" OL  | 5417   | Meer afbeeldingen                                                         |
| Pand met halsgevel | Gebouw                   | eerste helft 18e eeuw                                |                                | Singel 524                  | 52° 22' 0" NB, 4° 53' 29" OL  | 5418   | Meer afbeeldingen                                                         |
| Huis met gepleisterde en onder een rechte lijst gebrachte gevel | Gebouw                   | 17e/18e/19e eeuw                                     |                                | Singel 526                  | 52° 22' 0" NB, 4° 53' 29" OL  | 5419   | Meer afbeeldingen                                                         |
| Hoekhuis, met gepleisterde gevels | Gebouw                   | 17e/18e/19e eeuw                                     |                                | Singel 528                  | 52° 21' 60" NB, 4° 53' 30" OL | 5420   | Meer afbeeldingen                                                         |